# 酸化スズ(IV)
酸化スズ(IV)（さんかスズ よん、英: tin(IV) oxide）、または二酸化スズ（にさんかスズ、英: tin dioxide）（古くは酸化第二スズとも）は、化学式SnO2で表されるスズの酸化物である。スズは複数の価数を持つ金属なので、酸化スズ(IV)とし、系統的な命名法では二酸化スズとはしない。
酸化スズ(IV)の鉱物は錫石といい、スズの鉱石鉱物である。多くの別名があり、スズの化学における最も重要な原料である。外観は無色の粉末。反磁性をもつ。両性酸化物である。

## 構造

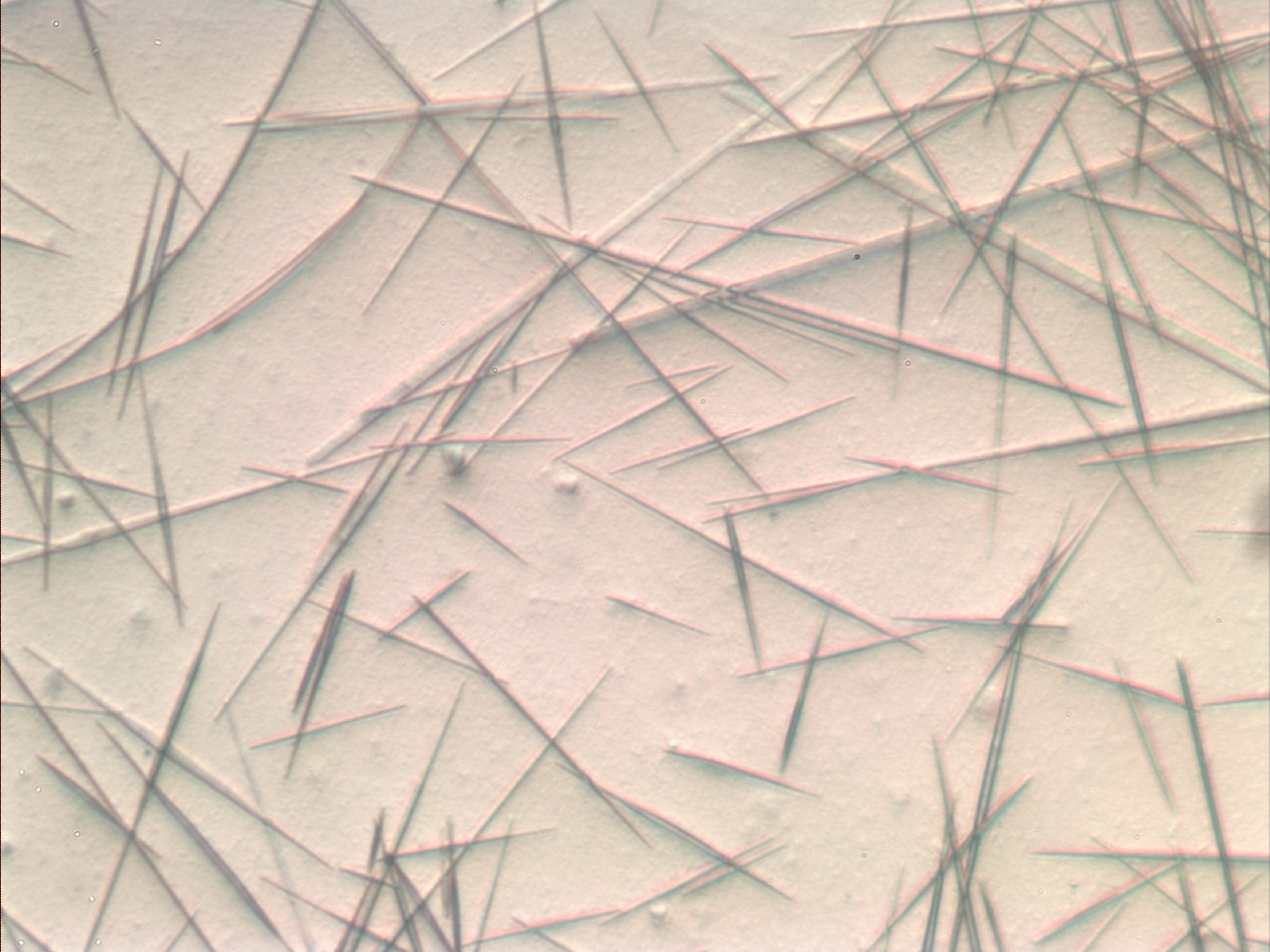
酸化スズ(IV)の細い結晶の光学顕微鏡像

6配位のスズ原子、3配位の酸素原子からなるルチル型の結晶構造を持つ。酸化スズ(IV)は酸素が欠乏したn型半導体とされている。水和物は古くはスズ酸ともいったが、粒径によって異なる水分量をもつ酸化スズ(IV)の微粒子であることが明らかになっている。

## 合成
酸化スズ(IV)は天然に産出するが、金属スズへの還元ののち、空気中で燃焼させることで精製される。年間産出量は10ktの範囲である。酸化スズ(IV)は工業的には反射炉中で炭素とともに1200-1300℃に熱することで金属スズに還元される。

## 両性酸化物
酸化スズ(IV)は水に溶けず、また錫石も酸やアルカリに溶解しないが、両性酸化物である。
酸化スズ(IV)の水和物をスズ酸といい、水酸化第二スズ（水酸化スズ(IV)）ともいう。
ハロゲン化水素酸は酸化スズ(IV)と反応して{\displaystyle {\ce {[SnI6]^{2-}}}}などのヘキサハロスズ酸イオンになる。HIを何時間も還流させることで反応させたという報告がある。
{\displaystyle {\ce {SnO2\ + 6HI -> H2SnI6\ + 2H2O}}}
同様に、酸化スズ(IV)は硫酸にも溶けて硫酸スズ(IV)を与える。
{\displaystyle {\ce {SnO2\ + 2H2SO4 -> Sn(SO4)2\ + 2H2O}}}
酸化スズ(IV)は強塩基に溶けてNa2SnO3に代表されるスズ酸塩となる。酸化スズ(IV)とNaOHの固溶体を水に溶かすとNa2[Sn(OH)6]2(preparing salt)となり、染料工業に用いられる。

## 用途
酸化バナジウム(V)と組み合わせて、芳香族化合物の酸化によるカルボン酸および酸無水物の合成において触媒として用いられる。

### 釉薬
酸化スズ(IV)は古くから乳白剤および釉薬の白色顔料として用いられてきた。おそらくこのことが酸化スズ(IV)を含む顔料鉛錫黄(en:Lead-tin-yellow)の発明につながった。酸化スズ(IV)は特に土器、衛生陶器、タイル壁の釉薬として頻繁に用いられる（en:Tin_glaze、en:Tin-glazed_potteryを参照）。
酸化スズ(IV)は焼成した釉薬のガラス母体中で懸濁粒子の状態を保っている。屈折率が高く、その母体との差が十分大きいため、光を反射し、不透明度を増している。焼成温度が高くなるに従って溶解度が上昇し、このため透明度は低下する。
他の成分にもよるが、酸化スズ(IV)の釉薬融成物への溶解度は低い。Na2O、K2O、B2O3によって溶解度が増し、CaO、BaO、ZnO、Al2O3、および限られた量のPbOによって溶解度が減少する。
酸化スズ(IV)はガラス、琺瑯、釉薬の製造において顔料として用いられてきた。純粋な酸化スズ(IV)は乳白色であり、他の金属の酸化物と混合することでその他の色を再現できる。V2O5：黄色、Cr2O3：ピンク、Sb2O5：灰青色。

### 研磨剤
酸化スズ(IV)は研磨剤として用いられ、しばしば酸化鉛との混合物として、ガラス、宝石、大理石、銀などの表面に用いられる。この用途における酸化スズ(IV)は"putty powder"または"jeweler's putty"と呼ばれる。

### ガラスの被膜
塩化スズ(IV)やC4H9SnCl3(en:Butyltin trichloride)などのトリハロ有機スズを揮発性物質とする化学気相成長により、酸化スズ(IV)被膜を構成できる。この技術は、ガラス瓶を0.1μm以下の薄い酸化スズ(IV)被膜で覆い、これを接着層としてポリエチレンなどの高分子保護膜を上からコーティングする場合に用いられる。
SbイオンやFイオンをドーピングしたより厚い被膜は、導電性を持ち、ELデバイスに用いられる。

### ガスセンサー
酸化スズ(IV)ワイヤーはしばしば一酸化炭素検出器の検出部に用いられる。
酸化スズ(IV)は可燃性ガス検出器に用いられる。検出部が一定の温度（200-300°C）に熱せられて可燃性のガスに接すると電気抵抗が低下する。CuOなど様々な化合物をドーピングする試みもある。
コバルトやマンガンをドーピングすることで高電圧用バリスタに用いることができる。
酸化スズ(IV)に鉄やマンガンの酸化物をドーピングすることで磁性を制御できる。